# Fonología del ido
El ido es una lengua derivada del esperanto y sigue en principio la idea de Zamenhof, el creador de este último, de «una letra, un sonido». Pero en el caso del ido, algunas letras son dobles y se suelen corresponder con las letras acentuadas del esperanto.
A continuación se muestra la correspondencia entre las letras del alfabeto del ido y el alfabeto fonético internacional:
| Letra | AFI | Letra | AFI |
| ----- | --- | ----- | --- |
| b     | [b] | a     | [a] |
| c     | [ʦ] | e     | [e] |
| ch    | [ʧ] | i     | [i] |
| d     | [d] | o     | [o] |
| f     | [f] | u     | [u] |
| g     | [g] |       |     |
| h     | [h] |       |     |
| j     | [ʒ] |       |     |
| k     | [k] |       |     |
| l     | [l] |       |     |
| m     | [m] |       |     |
| n     | [n] |       |     |
| p     | [p] |       |     |
| r     | [ɾ] |       |     |
| s     | [s] |       |     |
| sh    | [ʃ] |       |     |
| t     | [t] |       |     |
| v     | [v] |       |     |
| y     | [j] |       |     |
| z     | [z] |       |     |

## Acentuación
En cada palabra, el acento recae siempre en la penúltima sílaba; excepto en palabras de una sola sílaba, o en algunas palabras sin terminación, las cuales se usan en poesía y canciones para forzar una palabra aguda. Dichas palabras no tienen terminación, pues esta se sustituye con un apóstrofo ('); deben ser un sustantivo o adjetivo. Por ejemplo: Poezio - Poezi'.